# Conselleria de Cultura i Esport de la Generalitat Valenciana
La Conselleria de Cultura i Esport de la Generalitat Valenciana ha estat una conselleria o departament del Consell de la Generalitat Valenciana activa en diverses etapes però que majoritàriament ha estat integrada a un departament amb les competències educatives.
La conselleria de Cultura i Esport ha gestionat les competències en matèria de cultura, promoció cultural, patrimoni cultural i esport.
El darrer conseller o titular responsable de la Conselleria va ésser Vicente Barrera (Vox) entre el 2023 i 2024 (XI Legislatura) al govern de coalició entre el Partit Popular (PP) i Vox presidit per Carlos Mazón.

## Històric de competències

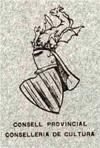
Escut de la Conselleria de Cultura de 1937.

### Etapa preautonòmica
La primera conselleria de cultura d'un govern autònom valencià es crea al si del Consell Provincial de València amb la denominació «Conselleria de Cultura i Relacions Valencianes» al capdavant de la qual es situa primer Francesc Bosch i Morata del Partit Valencianista d'Esquerra (PVE) el 1937 i va ser substituït el 8 de novembre d'aquell any per José María Sánchez Roda, de la Unió General de Treballadors (UGT). Aquest govern queda dissolt a la fi de la Guerra Civil espanyola i l'arribada del règim franquista el 1939.
És al final de la dictadura i l'inici del procés autonòmic amb la creació del Consell del País Valencià, el que es coneix com preautonomia, quan és nomenat José Vicente Beviá nou conseller de cultura (1978-1979) al si de l'executiu presidit per Josep Lluis Albinyana, ambdós del Partit Socialista del País Valencià (PSPV-PSOE). Amb la remodelació del Consell de juny de 1979 el departament es fusiona amb el d'educació i és nomenat un nou responsable: Josep Peris Soler d'Unió de Centre Democràtic (UCD).
Són anys de moltes remodelacions de govern i dos anys i escaig després del nomenament de Peris i la integració de cultura i educació, el nou cap de govern Enric Monsonís (UCD) torna a decretar la separació en dos de la conselleria i nomena conseller de Cultura a Ciprià Císcar (PSPV-PSOE) el 1981. El desembre de 1982, mesos abans de les primeres eleccions a les Corts Valencianes, es torna a integrar amb Educació conformant el departament de Cultura, Educació i Ciència amb Císcar com a responsable i Joan Lerma (PSPV-PSOE) a la presidència del Consell.

### Etapa autonòmica
Aquesta configuració de competències (juntament amb Educació) ha estat la que més temps ha perdurat, amb petites modificacions de nomenclatura on s'especificaven les competències relacionades amb l'esport o la ciència.
La conselleria de Cultura torna a guanyar entitat pròpia en el darrer govern del socialista Lerma (1993-1995) i amb l'escriptora Pilar Pedraza al capdavant del departament i en la VII Legislatura (2007-2011) amb el govern del Partit Popular (PP) presidit per Francisco Camps i com a consellera de Cultura i Esport a Trinidad Miró. En la següent legislatura (2011-2015) va estar integrada en un primer moment en un nou departament, la Conselleria de Turisme, Cultura i Esport dirigida per Dolores Johnson Sastre, però amb la remodelació de desembre 2012 es va fusionar de nou amb Educació, amb Maria José Català Verdet com a consellera.
La darrera vegada que les competències en matèria de cultura han comptat amb un departament propi ha estat en la XI Legislatura en què el govern presidit per Carlos Mazón (PP) li atorgà al seu soci de govern Vox aquest departament amb rang de vicepresidència primera sota la figura de l'ex-torero Vicente Barrera (Vox). El trencament del govern de coalició l'estiu de 2024 va provocar la dissolució de la conselleria i la integració en la d'Educació, Universitats i Ocupació.

## Llista de Conselleres i Consellers
| #                                                                 | Legislatura          | Nom | Nom                       | Inici mandat           | Fi mandat              | Partit polític | Partit polític |
| ----------------------------------------------------------------- | -------------------- | --- | ------------------------- | ---------------------- | ---------------------- | -------------- | -------------- |
| 1                                                                 | Preautonomia         |     | José Vicente Beviá Pastor | 10 d'abril de 1978     | 30 de juny de 1979     |                | PSPV           |
| Conselleria d'Educació i Cultura (1979-1981)                      |                      |     |                           |                        |                        |                |                |
| Conselleria de Cultura (1981-1982)                                |                      |     |                           |                        |                        |                |                |
| 2                                                                 | Preautonomia, I i II |     | Ciprià Ciscar i Casaban   | 15 de setembre de 1981 | 19 de setembre de 1989 |                | PSPV           |
| Conselleria de Cultura, Educació i Ciència (1982-1993)            |                      |     |                           |                        |                        |                |                |
| Conselleria de Cultura (1993-1995)                                |                      |     |                           |                        |                        |                |                |
| 3                                                                 | III                  |     | Pilar Pedraza Martínez    | 12 de juliol de 1993   | 6 de juliol de 1995    |                | Independent    |
| Conselleria d'Educació, Cultura i Esport (1995-2007)              |                      |     |                           |                        |                        |                |                |
| Conselleria de Cultura i Esport (2007-2011)                       |                      |     |                           |                        |                        |                |                |
| 4                                                                 | VII                  |     | Trinidad Miró Mira        | 29 de juny de 2007     | 22 de juny de 2011     |                | PP             |
| Conselleria de Turisme, Cultura i Esport (2011-2012)              |                      |     |                           |                        |                        |                |                |
| Conselleria d'Educació, Cultura i Esport (2012-2023)              |                      |     |                           |                        |                        |                |                |
| Conselleria de Cultura i Esport (2023-2024)                       |                      |     |                           |                        |                        |                |                |
| 5                                                                 | XI                   |     | Vicente Barrera Simó      | 18 de juliol de 2023   | 11 de juliol de 2024   |                | Vox            |
| Conselleria d'Educació, Cultura, Universitats i Ocupació (2024- ) |                      |     |                           |                        |                        |                |                |

## Històric de càrrecs
- Secretaria Autonòmica de Cultura:
  - Rafael Miró Pascual (6 juliol 2007[5] -)

- Secretaria Autonòmica d'Esport:
  - Niurka Montalvo Amaro (6 juliol 2007[5][6] -)

- Direcció General de Patrimoni Cultural Valencià:
  - Paz Olmos Peris (6 juliol 2007[5] -)

- Direcció General del Llibre, Arxius i Biblioteques: 
  - Silvia Caballer Almela (6 juliol 2007[5] -)

- Sotssecretaria: 
  - Carlos Alberto Precioso Estiguín (6 juliol 2007[5] -)